# Alheira

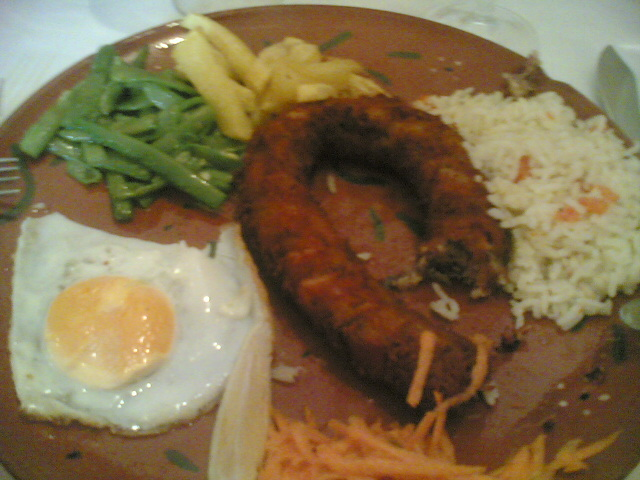
Alheira de Mirandela frita

La alheira es un embutido (port. enchido) típico de la cocina portuguesa cuyos principales ingredientes son la carne picada con tocino tanto de la carne de cerdo, como de la carne de aves, pan, aceite, ajo y pimentón. El plato tiene una presencia generalizada en casi todos los restaurantes de Portugal, siendo muy popular en las comarcas de Trás-os-Montes. Muchas personas dicen que el plato es originario de Mirandela.

## Historia
Reza la tradición que este plato tiene su origen en el siglo XVII en las comunidades de los cristianos nuevos, que comían ostensiblemente este plato dando a entender que no seguían la ley judaica (kosher), y que eran cristianos integrados. Como en las leyes judaicas la carne de cerdo está prohibida, se disimulaba con carne de ave en pimentón (permitida). No existen de hecho ideas concluyentes que identifiquen este plato con los cristianos nuevos. 

## Servir
Este tipo de salchicha o chorizo se sirve a la parrilla o frita, y puede acompañar a otros alimentos como arroz o verduras, patatas fritas, etc.